# Final de la Liga de Campeones Femenina de la UEFA 2020-21
La final de la Liga de Campeones Femenina de la UEFA 2020-21 se disputó el domingo 16 de mayo de 2021 en el Gamla Ullevi de Gotemburgo, Suecia.

## Finalistas
En negrita, las finales ganadas.
| Equipos   | Finales jugadas anteriormente | Finales jugadas anteriormente |
| --------- | ----------------------------- | ----------------------------- |
| Barcelona | 1                             | 2018-19.                      |
| Chelsea   | 0                             |                               |

## Sede
El 28 de septiembre de 2018, la UEFA lanzó un proceso de licitación abierto para seleccionar las sedes de las finales de la UEFA Champions League, la UEFA Europa League y la UEFA Women's Champions League en 2021. Las asociaciones interesadas tuvieron hasta el 26 de octubre de 2018 para expresar su interés, y los expedientes de licitación debían ser presentados antes del 15 de febrero de 2019.
El 1 de noviembre de 2018, la UEFA anunció que dos asociaciones habían expresado su interés en albergar la final de la UEFA Women’s Champions League 2021. Posteriormente, el 22 de febrero de 2019, se informó que una de las asociaciones había presentado su expediente dentro del plazo establecido. Entre las candidaturas presentadas, Suecia propuso el Gamla Ullevi en Gotemburgo, con una capacidad de 16 600 espectadores, como posible sede para la final. Por su parte, la Asociación Checa expresó su interés en nominar el Fortuna Arena en Praga, pero finalmente no presentó una oferta.

El Gamla Ullevi fue seleccionado como sede de la final por el Comité Ejecutivo de la UEFA durante su reunión en Bakú, Azerbaiyán, el 29 de mayo de 2019.
| Suecia                                |              |              |              |
| Ciudad                                | Estadio      |              |              |
| Gotemburgo                            | Gamla Ullevi | Gamla Ullevi | Gamla Ullevi |
|                                       |              |              |              |
| 16 800 espectadores                   |              |              |              |
| Final Liga de Campeones Femenina 2021 |              |              |              |

## Partidos de clasificación para la Final
| Barcelona             | Barcelona             | Barcelona             | Ronda                  | Chelsea               | Chelsea               | Chelsea               |
| --------------------- | --------------------- | --------------------- | ---------------------- | --------------------- | --------------------- | --------------------- |
| Rival                 | Resultado             | Resultado             | Fase final             | Rival                 | Resultado             | Resultado             |
| PSV Eindhoven         |                       | 1 – 4 (Ida)           | Dieciseisavos de final | Benfica               |                       | 0 – 5 (Ida)           |
| PSV Eindhoven         |                       | 4 – 1 (Vuelta)        | Dieciseisavos de final | Benfica               |                       | 3 – 0 (Vuelta)        |
| Resultado global: 8–2 | Resultado global: 8–2 | Resultado global: 8–2 | Dieciseisavos de final | Resultado global: 8–0 | Resultado global: 8–0 | Resultado global: 8–0 |
| Fortuna Hjørring      |                       | 4 – 0 (Ida)           | Octavos de final       | Atlético de Madrid    |                       | 2 – 0 (Ida)           |
| Fortuna Hjørring      |                       | 0 – 5 (Vuelta)        | Octavos de final       | Atlético de Madrid    |                       | 1 – 1 (Vuelta)        |
| Resultado global: 9–0 | Resultado global: 9–0 | Resultado global: 9–0 | Octavos de final       | Resultado global: 3–1 | Resultado global: 3–1 | Resultado global: 3–1 |
| Manchester City       |                       | 3 – 0 (Ida)           | Cuartos de final       | Wolfsburgo            |                       | 2 – 1 (Ida)           |
| Manchester City       |                       | 2 – 1 (Vuelta)        | Cuartos de final       | Wolfsburgo            |                       | 0 – 3 (Vuelta)        |
| Resultado global: 4–2 | Resultado global: 4–2 | Resultado global: 4–2 | Cuartos de final       | Resultado global: 5–1 | Resultado global: 5–1 | Resultado global: 5–1 |
| París Saint-Germain   |                       | 1 – 1 (Ida)           | Semifinales            | Bayern Múnich         |                       | 2 – 1 (Ida)           |
| París Saint-Germain   |                       | 2 – 1 (Vuelta)        | Semifinales            | Bayern Múnich         |                       | 4 – 1 (Vuelta)        |
| Resultado global: 3–2 | Resultado global: 3–2 | Resultado global: 3–2 | Semifinales            | Resultado global: 5–3 | Resultado global: 5–3 | Resultado global: 5–3 |

## Partido

### Ficha
| 30    | Guardameta     | Ann-Katrin Berger  |     |
| 7     | Defensa        | Jessica Carter     |     |
| 4     | Defensa        | Millie Bright      |     |
| 16    | Defensa        | Magdalena Eriksson |     |
| 21    | Defensa        | Niamh Charles      |     |
| 8     | Centrocampista | Melanie Leupolz    | 46' |
| 5     | Centrocampista | Sophie Ingle       |     |
| 10    | Centrocampista | Ji So-yun          | 73' |
| 14    | Centrocampista | Fran Kirby         |     |
| 23    | Delantero      | Pernille Harder    |     |
| 20    | Delantero      | Sam Kerr           | 73' |
| D. T. | D. T.          | Emma Hayes         |     |

| 1     | Guardameta     | Sandra Paños     |     |
| 15    | Defensa        | Leila Ouahabi    | 82' |
| 4     | Defensa        | Mapi León        |     |
| 12    | Defensa        | Patri Guijarro   |     |
| 8     | Defensa        | Marta Torrejón   | 82' |
| 11    | Centrocampista | Alexia Putellas  | 71' |
| 10    | Centrocampista | Kheira Hamraoui  |     |
| 14    | Centrocampista | Aitana Bonmatí   |     |
| 22    | Centrocampista | Lieke Martens    |     |
| 7     | Delantero      | Jennifer Hermoso | 71' |
| 16    | Delantero      | Caroline Hansen  | 62' |
| D. T. | D. T.          | Lluís Cortés     |     |

| 11 | Centrocampista | Guro Reiten     | 46' |
| 9  | Delantero      | Bethany England | 73' |
| 22 | Delantero      | Erin Cuthbert   | 73' |

| 9  | Centrocampista | Mariona Caldentey      | 62' |
| 20 | Delantero      | Asisat Oshoala         | 71' |
| 6  | Centrocampista | Vicky Losada           | 71' |
| 5  | Defensa        | Melanie Serrano        | 82' |
| 18 | Defensa        | Ana-Maria Crnogorčević | 82' |

| 1' · 14' · 21' · 36' · | Melanie Leupolz Alexia Putellas Aitana Bonmatí Caroline Hansen | 0-1 0-2 0-3 0-4 |

| 38' | Sophie Ingle |

| 69' | Leila Ouahabi |

| Principal  | Riem Hussein    |
| Asistentes | Katrin Rafalski |
|            | Sara Telek      |
| Cuarto     | Katalin Kulcsár |
| Quinto     | Julia Magnusson |

| VAR            | Bastian Dankert   |
| Asistentes VAR | Christian Dingert |

|  |                    |    |    |
|  | Tiros              | 17 | 11 |
|  | Tiros a puerta     | 5  | 4  |
|  | Faltas             | 10 | 7  |
|  | Saques de esquina  | 4  | 5  |
|  | Fueras de juego    | 2  | 2  |
|  | Posesión del balón | 48 | 52 |

| 30    | Guardameta     | Ann-Katrin Berger  |     |
| 7     | Defensa        | Jessica Carter     |     |
| 4     | Defensa        | Millie Bright      |     |
| 16    | Defensa        | Magdalena Eriksson |     |
| 21    | Defensa        | Niamh Charles      |     |
| 8     | Centrocampista | Melanie Leupolz    | 46' |
| 5     | Centrocampista | Sophie Ingle       |     |
| 10    | Centrocampista | Ji So-yun          | 73' |
| 14    | Centrocampista | Fran Kirby         |     |
| 23    | Delantero      | Pernille Harder    |     |
| 20    | Delantero      | Sam Kerr           | 73' |
| D. T. | D. T.          | Emma Hayes         |     |

| 1     | Guardameta     | Sandra Paños     |     |
| 15    | Defensa        | Leila Ouahabi    | 82' |
| 4     | Defensa        | Mapi León        |     |
| 12    | Defensa        | Patri Guijarro   |     |
| 8     | Defensa        | Marta Torrejón   | 82' |
| 11    | Centrocampista | Alexia Putellas  | 71' |
| 10    | Centrocampista | Kheira Hamraoui  |     |
| 14    | Centrocampista | Aitana Bonmatí   |     |
| 22    | Centrocampista | Lieke Martens    |     |
| 7     | Delantero      | Jennifer Hermoso | 71' |
| 16    | Delantero      | Caroline Hansen  | 62' |
| D. T. | D. T.          | Lluís Cortés     |     |

| 11 | Centrocampista | Guro Reiten     | 46' |
| 9  | Delantero      | Bethany England | 73' |
| 22 | Delantero      | Erin Cuthbert   | 73' |

| 9  | Centrocampista | Mariona Caldentey      | 62' |
| 20 | Delantero      | Asisat Oshoala         | 71' |
| 6  | Centrocampista | Vicky Losada           | 71' |
| 5  | Defensa        | Melanie Serrano        | 82' |
| 18 | Defensa        | Ana-Maria Crnogorčević | 82' |

| 1' · 14' · 21' · 36' · | Melanie Leupolz Alexia Putellas Aitana Bonmatí Caroline Hansen | 0-1 0-2 0-3 0-4 |

| 38' | Sophie Ingle |

| 69' | Leila Ouahabi |

| Principal  | Riem Hussein    |
| Asistentes | Katrin Rafalski |
|            | Sara Telek      |
| Cuarto     | Katalin Kulcsár |
| Quinto     | Julia Magnusson |

| VAR            | Bastian Dankert   |
| Asistentes VAR | Christian Dingert |

|  |                    |    |    |
|  | Tiros              | 17 | 11 |
|  | Tiros a puerta     | 5  | 4  |
|  | Faltas             | 10 | 7  |
|  | Saques de esquina  | 4  | 5  |
|  | Fueras de juego    | 2  | 2  |
|  | Posesión del balón | 48 | 52 |

| 30    | Guardameta     | Ann-Katrin Berger  |     |
| 7     | Defensa        | Jessica Carter     |     |
| 4     | Defensa        | Millie Bright      |     |
| 16    | Defensa        | Magdalena Eriksson |     |
| 21    | Defensa        | Niamh Charles      |     |
| 8     | Centrocampista | Melanie Leupolz    | 46' |
| 5     | Centrocampista | Sophie Ingle       |     |
| 10    | Centrocampista | Ji So-yun          | 73' |
| 14    | Centrocampista | Fran Kirby         |     |
| 23    | Delantero      | Pernille Harder    |     |
| 20    | Delantero      | Sam Kerr           | 73' |
| D. T. | D. T.          | Emma Hayes         |     |

| 1     | Guardameta     | Sandra Paños     |     |
| 15    | Defensa        | Leila Ouahabi    | 82' |
| 4     | Defensa        | Mapi León        |     |
| 12    | Defensa        | Patri Guijarro   |     |
| 8     | Defensa        | Marta Torrejón   | 82' |
| 11    | Centrocampista | Alexia Putellas  | 71' |
| 10    | Centrocampista | Kheira Hamraoui  |     |
| 14    | Centrocampista | Aitana Bonmatí   |     |
| 22    | Centrocampista | Lieke Martens    |     |
| 7     | Delantero      | Jennifer Hermoso | 71' |
| 16    | Delantero      | Caroline Hansen  | 62' |
| D. T. | D. T.          | Lluís Cortés     |     |

| 11 | Centrocampista | Guro Reiten     | 46' |
| 9  | Delantero      | Bethany England | 73' |
| 22 | Delantero      | Erin Cuthbert   | 73' |

| 9  | Centrocampista | Mariona Caldentey      | 62' |
| 20 | Delantero      | Asisat Oshoala         | 71' |
| 6  | Centrocampista | Vicky Losada           | 71' |
| 5  | Defensa        | Melanie Serrano        | 82' |
| 18 | Defensa        | Ana-Maria Crnogorčević | 82' |

| 1' · 14' · 21' · 36' · | Melanie Leupolz Alexia Putellas Aitana Bonmatí Caroline Hansen | 0-1 0-2 0-3 0-4 |

| 38' | Sophie Ingle |

| 69' | Leila Ouahabi |

| Principal  | Riem Hussein    |
| Asistentes | Katrin Rafalski |
|            | Sara Telek      |
| Cuarto     | Katalin Kulcsár |
| Quinto     | Julia Magnusson |

| VAR            | Bastian Dankert   |
| Asistentes VAR | Christian Dingert |

|  |                    |    |    |
|  | Tiros              | 17 | 11 |
|  | Tiros a puerta     | 5  | 4  |
|  | Faltas             | 10 | 7  |
|  | Saques de esquina  | 4  | 5  |
|  | Fueras de juego    | 2  | 2  |
|  | Posesión del balón | 48 | 52 |

| 30    | Guardameta     | Ann-Katrin Berger  |     |
| 7     | Defensa        | Jessica Carter     |     |
| 4     | Defensa        | Millie Bright      |     |
| 16    | Defensa        | Magdalena Eriksson |     |
| 21    | Defensa        | Niamh Charles      |     |
| 8     | Centrocampista | Melanie Leupolz    | 46' |
| 5     | Centrocampista | Sophie Ingle       |     |
| 10    | Centrocampista | Ji So-yun          | 73' |
| 14    | Centrocampista | Fran Kirby         |     |
| 23    | Delantero      | Pernille Harder    |     |
| 20    | Delantero      | Sam Kerr           | 73' |
| D. T. | D. T.          | Emma Hayes         |     |

| 1     | Guardameta     | Sandra Paños     |     |
| 15    | Defensa        | Leila Ouahabi    | 82' |
| 4     | Defensa        | Mapi León        |     |
| 12    | Defensa        | Patri Guijarro   |     |
| 8     | Defensa        | Marta Torrejón   | 82' |
| 11    | Centrocampista | Alexia Putellas  | 71' |
| 10    | Centrocampista | Kheira Hamraoui  |     |
| 14    | Centrocampista | Aitana Bonmatí   |     |
| 22    | Centrocampista | Lieke Martens    |     |
| 7     | Delantero      | Jennifer Hermoso | 71' |
| 16    | Delantero      | Caroline Hansen  | 62' |
| D. T. | D. T.          | Lluís Cortés     |     |

| 11 | Centrocampista | Guro Reiten     | 46' |
| 9  | Delantero      | Bethany England | 73' |
| 22 | Delantero      | Erin Cuthbert   | 73' |

| 9  | Centrocampista | Mariona Caldentey      | 62' |
| 20 | Delantero      | Asisat Oshoala         | 71' |
| 6  | Centrocampista | Vicky Losada           | 71' |
| 5  | Defensa        | Melanie Serrano        | 82' |
| 18 | Defensa        | Ana-Maria Crnogorčević | 82' |

| 1' · 14' · 21' · 36' · | Melanie Leupolz Alexia Putellas Aitana Bonmatí Caroline Hansen | 0-1 0-2 0-3 0-4 |

| 38' | Sophie Ingle |

| 69' | Leila Ouahabi |

| Principal  | Riem Hussein    |
| Asistentes | Katrin Rafalski |
|            | Sara Telek      |
| Cuarto     | Katalin Kulcsár |
| Quinto     | Julia Magnusson |

| VAR            | Bastian Dankert   |
| Asistentes VAR | Christian Dingert |

|  |                    |    |    |
|  | Tiros              | 17 | 11 |
|  | Tiros a puerta     | 5  | 4  |
|  | Faltas             | 10 | 7  |
|  | Saques de esquina  | 4  | 5  |
|  | Fueras de juego    | 2  | 2  |
|  | Posesión del balón | 48 | 52 |

| Bandera de España           |
| Campeón Barcelona 1° título |